# Wendigo
Pour les articles homonymes, voir Windigo (homonymie).
Le wendigo (pluriel : wendigowak / wendigos) est une créature surnaturelle, maléfique et anthropophage, issue de la mythologie des Premières Nations algonquiennes du Canada, qui s'est étendue dans tout le folklore d'Amérique du Nord.
Cette légende est partagée par plusieurs nations autochtones d’Amérique et peut désigner la transformation physique d'un humain après la consommation de viande humaine comme une possession spirituelle. Le wendigo a aussi renforcé le tabou autour de la pratique du cannibalisme chez ces peuples. Les wendigowak (wendigos) vivent dans les profondeurs de la forêt et apparaissent dans des contes où le surnaturel côtoie des choses inhumaines et atroces.
Parmi les histoires qui circulent, ils sont solidement ancrés dans les légendes autochtones où ils tiennent une place importante. De nombreux lieux et lacs portent ce nom et de nombreuses œuvres modernes s'en inspirent dans la littérature comme au cinéma, bien que ces wendigowak puissent avoir des caractéristiques différentes de ceux des légendes originelles.

## Étymologie
Le mot apparait dans différents idiomes des Premières Nations, il y a des douzaines de variations sur ce nom, wendigo et windigo étant les plus communs, mais on trouve également weendigo, windago, windiga, witiko, wihtikow, et de nombreuses autres variantes. Le mot désignant cette créature n'est pas un nom propre car il reste flou et correspond à plusieurs créatures nommées wendigo comme une sorte de référence. Il s'orthographie de différentes manières selon les périodes et la première nation :
- Wiindigoo est issu de l'ojibwe et serait à l'origine du mot anglais wendigo[3] ;
- Wìdjigò est l'équivalent en algonquin, et Wīhtikōw chez la nation crie orientale [3] ;
- Le terme en proto-algonquin était *wi•nteko•wa, qui signifie probablement « hibou » à l'origine[3] ;
- Windago chez les Athabascan de l'Est ;
- Wendago chez les Saulteaux du Manitoba ;
- Windigo, wetiko ou wetkiko.

La traduction du nom wendigo serait « cannibale maudit ».

## Légende
La légende du wendigo est bien connue parmi les tribus parlant l'algonquin en Amérique, aucun monstre ou mauvais esprit n'évoquant une telle crainte superstitieuse chez les peuples autochtones.

### Mythologie des Algonquiens
Le wendigo est issu des croyances traditionnelles de tribus parlant une langue algonquienne, au nord des États-Unis et au Canada, plus particulièrement les Saulteux/Ojibwa, les Cris et les Innus. Bien que les descriptions varient quelque peu, toutes ces cultures ont en commun la description des wendigowak comme malveillants et cannibales, et comme êtres surnaturels (manitous) possédant une grande force spirituelle, qui vivent de préférence dans la forêt. Ils sont associées à l'hiver, au nord et aux frimas ainsi qu'à la famine.
Basil Johnston, un ojibwa enseignant et chercheur de l'Ontario, donne une description des wendigo dans les légendes des algonquins.

« Le Wendigo était émacié à un point extrême, sa peau desséchée tirée et tendue sur ses os. Avec ses os poussant contre sa peau, elle-même de la couleur des cendres grises de la mort, et ses yeux repoussés au plus profond de leurs orbites, le Wendigo ressemblait à un squelette récemment déterré de sa tombe. Ses lèvres, étaient en lambeaux […] souillé de sang et de souffrance et de suppurations de la chair, le Wendigo dégageait une odeur étrange et inquiétante de dégradation et de décomposition, de mort et de corruption. »

— Basil Johnston
Le wendigo est associé aux péchés de gourmandise, de cupidité ou d'excès en tout genre. Il n'est jamais satisfait après avoir tué une personne pour la dévorer, et se met constamment à la recherche de nouvelles victimes. Dans certaines traditions, l'homme qui est dominé par la cupidité pourrait se transformer en wendigo, le mythe devenant ainsi une façon de prôner la coopération et la modération.
Parmi les ojibwés, les cris de l'Est et les innus, les wendigowak sont décrits comme des géants plusieurs fois plus grands que les êtres humains, une caractéristique absente du mythe algonquin dans les autres cultures. Chaque fois qu'un wendigo mange une autre personne, il grossit en proportion de ce qu'il vient d'avaler et ressent à nouveau la faim, de sorte qu'il n'est jamais rassasié, les Wendigowak (Wendigos) sont donc constamment à la fois gavés et en état de famine.
Certains contes mentionnent aussi le wendigo comme un géant de glace squelettique (ou un géant squelettique au cœur de glace) ou comme une bête monstrueuse mi-homme mi-animale, proche du loup-garou, ou encore un grand hominidé, proche du Sasquatch. Il peut être un mauvais esprit qui hante la plupart du temps les bois subarctiques à la recherche d'un hôte pour l'aider à satisfaire son envie physique de chair humaine. Il est caractérisé par son extrême cruauté envers ses victimes et son gout immodéré pour la chair humaine. Il peut aussi prendre « une forme d'ombre », mais toutes ces formes ont en commun un cœur de glace (particulièrement visible lorsqu’il est sous forme de squelette) : sa partie humaine aurait naguère eu le cœur brisé par un humain et c'est pourquoi il serait gelé à tout jamais.
Une version Sioux (probablement tirée de la légende du wendigo canadien) le décrit comme un esprit malfaisant qui déchiquette et dévore tout ce qui vit. Son haleine répand des maladies et il se transforme parfois en ouragan.
Il semble être nocturne, parce qu'on dit de lui qu'il cherche ses victimes pendant l'aube et les dévore dans l'obscurité. La chair pourrait être son principal régime, mais on dit aussi qu'il mange le bois, les mousses de marais et parfois des champignons putréfiés.
La cause la plus fréquente d'une transformation en wendigo est le recours au cannibalisme, soit la consommation du corps d'une personne humaine. Des chasseurs ou des personnes perdues qui sont restées trop longtemps en état de famine (particulièrement en hiver) se tournent vers cette pratique en dernier recours et deviennent des wendigowak (wendigos).
La seconde cause fréquemment mentionnée est la possession par l'esprit démoniaque d'un wendigo, souvent dans un rêve où la personne voit un wendigo ou est appelée par un esprit de wendigo, ou alors en rencontrant un esprit de wendigo dans la forêt pendant la nuit. Une fois habitées par son esprit, ces personnes deviennent violentes et obsédées par le désir de manger de la chair humaine. Leurs caractères connaissent de profondes transformations et ceux-ci deviennent asociaux et violents, se voyant peu à peu contrôlés par l'esprit et l'horrible appétit du wendigo qui vit en eux. Le wendigo est toujours censé avoir été humain autrefois. Transformés en d'horribles bêtes, ils hantent les forêts en quête d'humains à dévorer.
Cette transformation peut aussi provenir de la malédiction d'un chaman ou être le résultat d'un rituel de transformation.
Les wendigowak (wendigos) ne sont pas immortels et peuvent être tués de différentes façons, dont une balle en argent, ainsi que le relatent de nombreux contes et légendes autochtones. On peut aussi brûler le corps de son hôte dans de la cendre.
Un wendigo peut être tué si l’on fait fondre son cœur de glace. Pour cela, on peut le détruire par le feu ou lui verser du suif brûlant dessus.

### Points communs avec les lycanthropes
Les wendigowak (wendigos) ont plusieurs points communs avec les loups-garous issus des légendes et folklores européens, dont ils ont été assimilés à un équivalent pour les autochtones. D'après la littérature, ils ont parfois une forme humaine, sous laquelle ils ne peuvent être démasqués qu’à cause de leurs yeux rouges. D'autre part, ils ont une forme monstrueuse souvent décrite comme semi-animale (généralement représentés comme mi-cerf mi-homme) et des cas de transmissions par morsures sont mentionnés (toujours dans la littérature, les légendes orales n'ayant jamais fait mention de transmissions par morsures) .

## Origines du mythe

### Origines
Parmi les tribus d'algonquins, le cannibalisme, même pour sauver sa propre vie, est considéré comme un tabou. Les réponses à la famine sont le suicide ou l'abandon à la mort. Ce mythe aurait peut-être servi d'avertissement pour les tribus nordiques dont les hivers étaient longs et rudes, et qui risquaient de ne rien rapporter de leurs chasses durant cette saison. C'était un moyen d’éviter qu’en cas de famine, ils ne s'en prennent aux membres de leur propre clan. Cette supposition est basée sur les déformations physiques du Wendigo (corps squelettique et déformé, sans lèvres, ni orteils) qui font penser aux lésions dues à la famine et aux engelures. Le Wendigo serait un mythe basé sur la personnification des difficultés de l'hiver et le tabou du cannibalisme.

### Mentions du mythe
Les premières mentions des histoires sur le mythe du Wendigo ont été rapportées en Europe par des explorateurs et des missionnaires et elles remontent au XVIIe siècle.

## La cérémonie du wendigo
Une cérémonie de danse satirique était organisée chez les Assiniboines, les Cris et les Ojibwa en période de famine afin de renforcer le sérieux du tabou représenté par le wendigo. Cette danse était nommée wiindigookaanzhimowin en Ojibwa et fait aujourd'hui partie des danses du soleil, les danseurs portent un masque et remuent au rythme d'un tambour la dernière cérémonie wendigo connue qui s'est déroulée sur le sol des États-Unis le fut au Windigo Lake de Star Island à Cass Lake, dans la réserve indienne de Leech Lake, au nord du Minnesota.

## Psychologie
Le phénomène du wendigo est devenu plus qu'un simple mythe, au début du XXe siècle certains psychologues occidentaux venus du Canada, nomment « Psychose du wendigo » le fait de montrer des signes de tendances cannibales pour un patient faisant preuve d'un comportement violent et asocial [réf. souhaitée]. Le patient peut être amené à avoir recours à sa propre chair s’il ne trouve personne d’autre à attaquer. L'anthropologue Morton Teicher a décrit l'état clinique de ceux qui passaient pour être des Wendigo et l'a nommé « psychose de Wendigo » [réf. souhaitée]. D'un point de vue scientifique, l'existence objective de la psychose du Wendigo est controversée. Celle-ci n’est pas non plus reconnue comme une catégorie nosographique dans le DSM-V, « manuel diagnostique et statistique des troubles mentaux, et des troubles psychiatriques ». Cette culture peut être associée au culture-bound syndrome cité dans le DSM-IV. Cette maladie pourrait ne pas être seulement biologique, mais le résultat de plusieurs facteurs culturels et contextuels.

## Dans la culture populaire
Le Wendigo est devenu un personnage courant dans les histoires d'horreur, tout comme le vampire ou le loup-garou, bien que ces descriptions ne ressemblent que peu à celles de la mythologie originale.

### Littérature
- Le roman Une saison pour les ombres de Roger Jon Ellory met en scène une petite ville minière du nord du Québec prise pour cible par un tueur en série possédé par le Wendigo. La créature y est rattachée au folklore algonquin et sévit géographiquement près des monts Torngat. Le récit met en parallèle la malédiction du Wendigo avec l'isolement social, l'alcoolisme et le sentiment de déclin ressenti dans les territoires miniers.
- Dans le mythe de Cthulhu, créé par Lovecraft, le Wendigo est un autre titre pour Ithaqua, l'un des Grands Anciens primordiaux qui ne semble pouvoir vivre que dans les parties glacées du monde comme l'Alaska et l'Amérique du Nord.
- Dans la trilogie L'invocateur de Matharu Taran, les Wendigos sont des démons de niveau 13 étant rares dans les contrées des invocateurs d'Hominum. Le seul spécimen évoqué dans la série apparait dans le livre 2 (Inquisition) et est le démon de messire Forsyth. C'est le démon qui accompagne l'équipe d'Isadora dans la jungle orquienne. Il est connu pour suivre la migration des Grièches à travers l'éther, mangeant les carcasses de ses victimes. En dépit de son rôle de charognard, le Wendigo est une bête puissante, dont la maigre carcasse est recouverte de muscles tendus. Il mesure jusqu'à deux mètres de haut, possède des bois ramifiés, une tête de loup et de longs bras qu'il utilise pour s'agripper au sol à la manière d'un gorille. On sait qu'il a la peau grise et tachetée d'un cadavre et qu'il dégage une odeur nauséabonde, probablement parce qu'il se nourrit régulièrement de chair en décomposition[réf. nécessaire].
- Dans le roman de Stephen King Simetierre, le cimetière éponyme marque l’emplacement d’un autre cimetière, beaucoup plus ancien, qui a été maudit par le Wendigo durant le siècle précédent. Tout cadavre qui y est enterré revient à la vie mais dans un état altéré de son état original.
- Dans le roman Wendigo de Graham Masterton, une femme dont les enfants ont été enlevés a recours aux services d'un détective privé qui lui propose de faire appel à un chaman sioux pour invoquer le Wendigo.
- L'histoire d'horreur d'Algernon Blackwood, The Wendigo, publiée dans le recueil The Lost Valley and Other Stories (1910), a présenté la légende comme une fiction d'horreur folklorique. Le cannibalisme est délaissé en faveur d'une psychologie plus subtile : celui qui voit le wendigo devient le wendigo. Le lecteur ne voit jamais le wendigo, bien que nous soyons témoin de la déshumanisation progressive du personnage qui l'a vu. Blackwood aurait basé son histoire sur un incident réel qui s’est passé dans une vallée isolée et qui a créé une panique tandis qu'il habitait au Canada. Il a travaillé sur de nombreux détails de la légende des Premières Nations dans cette histoire. Cependant, le wendigo de Blackwood n'est pas un ancien humain, mais un esprit pré-humain primordial. Cette vision est en accord avec le mysticisme personnel de Blackwood.
- Ogden Nash a écrit un poème humoristique sur le Wendigo, où il décrit l'aspect de la créature. Comme l'auteure canadienne Margaret Atwood le précise, la description de Nash est seulement partiellement vraie par rapport à la légende.
- Dans Le chemin des âmes de Joseph Boyden, l'auteur met en scène le mythe du Windigo, à la fois dans le contexte des us et coutumes traditionnels des Premières Nations (Cris) et dans le contexte plus « moderne » de la Première Guerre mondiale.
- Dans Légendes Indiennes du Canada de Daniel Bertolino, le chaman d'une tribu Montagnais invoque Windigo, esprit vengeur se présentant sous la forme d'un ogre muni d'une grande marmite, grandissant au fur et à mesure qu'il dévore tous les êtres qu'il croise, pour punir Méméo, un chasseur d'une autre tribu venu décimer le gibier sur leur territoire de chasse. Mais le géant devenant rapidement incontrôlable, les humains sont contraints d'unir leurs forces pour le repousser. Le contexte du récit ancre la légende autochtone dans la modernité, car il se déroule en 1850, à l'époque où les Premières Nations commençaient à chasser avec des fusils[16].
- Dans le roman Demonica de Hervé Gagnon, un groupe de protestants français débarquent à l'ancien site abandonné d'Hochelaga pour fuir une guerre de religion mais sont bientôt attaqués par un wendigo.
- Dans le roman Main de Fer d’Antoine Defives, Julius et Melona affrontent un wendigo attiré par leur feu de camp, pendant leur expédition sur le pic d’Isoska.
- Dans le roman Le loup debout de Nancy A. Collins, on peut suivre l'histoire recueillie par les Comanches d'un jeune blanc qui est un loup-garou wendigo, sur fond de conquête de l'ouest et de rencontre avec les grands noms de la culture autochtone des années 1860.
- Dans le roman Le Signal de Maxime Chattam, un wendigo géant fait irruption dans la ville de Mahingan Falls.
- Dans le roman Widjigo (2021), Estelle Faye reprend ce mythe.
- Dans le roman Norferville (2024) de Franck Thilliez

### Cinéma
- Dans Wendigo (1978) de Rodger Darbonne[17], des aventuriers se font éliminer un à un par le wendigo.
- Dans Simetierre, film d'horreur américain de 1989 issu du roman éponyme de Stephen King et réalisé par Mary Lambert.
- Windigo, long métrage de fiction québécois réalisé par Robert Morin (1994).
- Vorace (titre original : Ravenous) d'Antonia Bird (1999), raconte que le wendigo mange des humains pour prendre leur force. En pleine Sierra Nevada, des soldats américains sont confrontés à un Wendigo qui a massacré des membres d'une expédition.
- Deux films de Larry Fessenden :
  - La Légende du Wendigo (titre original : Wendigo), film fantastique américain de 2001. Une famille en week-end dans les Adirondacks est confrontée à un chasseur dément. L'enfant de la famille, à qui un autochtone (que lui seul semble voir) a donné une statuette représentant la créature, se vengera de l'assassin de son père par l'intermédiaire du Wendigo.
  - Dans le film The Last Winter de (2006), les wendigos représentent la nature vengeresse.
- Dans le film Ginger Snaps : Aux origines du mal de Grant Harvey (en) (2004), les wendigos sont des loup-garous.
- Dans le film The Descent de Neil Marshall (2005), les créatures carnivores de la grotte peuvent être assimilées à des wendigos[réf. nécessaire].
- Dans le film Le Monde de Narnia : Le Prince Caspian d'Andrew Adamson (2008) issu d'un des livres des chroniques de Narnia, un personnage inspiré du Wendigo (femme maigre à bec d'oiseau) accompagné d'une figure de loup humanoïde (référence au loup-garou déjà présent dans l'imaginaire du wendigo) se présentent selon une vision très archaïque de la désolation et très proche du mythe du Wendigo. Ils évoquent ainsi une série de catastrophes humaines (guerre, maladie...) et le cannibalisme. En outre, ils sont liés au personnage de la Sorcière blanche, associée à l'hiver.
- Dans le film Lone Ranger de Gore Verbinski (2013), le personnage de Butch Cavendish est qualifié de Wendigo par Tonto.
- Dans le film d'horreur britannique Le Rituel, 2017, réalisé par David Bruckner (d'après le roman d'Adam Nevill).
- Dans Simetierre, film d'horreur américain de 2019 réalisé par Kevin Kölsch et Dennis Widmyer, seconde adaptation du roman éponyme de Stephen King.
- Dans Affamés, film d'horreur américano-canado-mexicain réalisé par Scott Cooper (2021).
- Dans L'inhumain, film d'horreur canadien réalisé par Jason Brennan (2021), le Wendigo fait office d'antagoniste principal, étant capable de prendre forme humaine.

### Télévision
- Dans la série animée L'Incroyable Hulk, l'épisode 10 de la Saison 1 (1996) s'intitule Wendigo.
- Dans Charmed, saison 1, épisode 12 : Métamorphoses (1999), Piper se transforme en Wendigo après avoir été attaquée par une bête. Elle apprend grâce au Livre des Ombres que le Wendigo traque ses victimes pendant les 3 soirs de la pleine lune et leur mange le cœur.
- Série télévisée Invisible Man : saison 2 épisode 1 (La Légende de Sasquatch).
- La série télévisée Supernatural mentionne aussi le Wendigo dans le deuxième épisode de la saison 1.
- La série télévisée Les Mystères de Haven mentionne aussi le wendigo dans le dixième épisode de la saison 2.
- Dans la série télévisée Fortier, les 2 derniers épisodes de la saison 5 sont fondés sur le Wendigo.
- Dans la série télévisée Fear Itself, l'épisode 8 tourne autour du mythe du Wendigo.
- Dans la série télévisée Grimm, l'épisode 11 de la saison 2 met en scène des wendigos. L'épisode 9 de la saison 6 en fait également une brève mention.
- Dans la série Hannibal, le Wendigo fait figure de représentation symbolique du Docteur Lecter ; évoquant son premier acte de cannibalisme involontaire durant l'hiver slave.
- Dans la série Scooby-Doo : Mystères associés, l'épisode traite d'un malfrat utilisant les croyances populaires d'Amérique du Sud et en se déguisant en Wendigo, ce pour commettre ses méfaits. Dans ce cas, le Wendigo a une apparence animale, proche de celle du loup-garou.
- Dans la série Teen Wolf (saison 4 épisode 3), le Wendigo tente de manger Liam Dunbar, un tout nouveau joueur de l'équipe de crosse du lycée de Beacon Hills, et Scott McCall essaie de le sauver. Le Wendigo est tué par un autre monstre étrange qui n'a pas de bouche, ni de cheveux, et a le regard très fatigué. Plus tard, dans la saison 5 apparaît le personnage de Donovan Donatti, une chimère créée par les Médécins de l'Horreur et issu d'un croisement de créatures surnaturelles dont le wendigo.
- Dans la série télévisée Sleepy Hollow, on rencontre le fils d'August Corbin qui devient Wendigo à cause d'une lettre qu'il a ouverte durant la guerre. Le Wendigo serait alors transmis ici par enchantement.
- Dans la série télévisée d'animation pour enfants My Little Pony, le Windigo, dont le nom est un mot-valise formé de wind, le vent, et le nom du wendigo, est un animal maléfique qui apporte des vents froids là où l'amitié ne règne pas, et où, donc, les cœurs sont gelés.
- Il est question du Wendigo dans un épisode de la série finlandaise Sorjonen. Le cannibale gère un restaurant appelé "Wendy Go".
- Dans la série Hazbin Hotel, le personnage d'Alastor est inspiré du wendigo.

### Bande dessinées
- Dans l'univers Marvel, le Wendigo désigne un type de créature maudite et puissante, inspirée de son homonyme amérindien, créée par Steve Englehart et Herb Trimpe et apparue pour la première fois dans Incredible Hulk #162, en avril 1973.
- Les wendigos sont évoqués dans La Guerre des Wendigos de Keno Don Rosa, publié en 1991.
- La série de bande dessinée Wendigo raconte l'histoire de Kid et Elam, deux trappeurs qui passent l'hiver dans un chalet perdu au cœur du Yukon. Un matin, leur chien ramène un homme moribond. Contre toute attente, il survit au froid glacial de la nuit du Yukon mais refuse toute nourriture. Kid le conduit à Fort Yukon où il espère qu'un prêtre parviendra à le soigner. Créée en 1998, elle est écrite par Mathieu Gallié, dessinée par Jean-Baptiste Andréae et colorisée par Isabelle Merlet.
- Un des tomes de la série Corpus Hermeticum, Le souffle du Wendigo, écrit par Mathieu Missoffe et Charlie Adlard, met en scène un groupe de soldats français et allemands dans l'enfer des tranchées. Ils sont forcés de s'allier à la suite de nombreuses et mystérieuses disparitions. Le petit groupe va se rendre compte que le coupable est une créature redoutable, venue d'un autre temps, le wendigo.
- Dans le manga One Piece, le personnage de Tony-Tony Chopper, créé en 2000 par Eiichirō Oda, est inspiré du Wendigo.
- Dans le manga The Ancient Magus Bride ou MahouTsukai no Yome dans son titre original, créé par Kore Yamazaki en 2013, l'auteur s'est inspiré du Wendigo pour créer le personnage de Élias Ainsworth.
- Enrique Alcatena et Gustavo Schimpp ont mis en scène le Mohawk Kyehe se battant contre un wendigo dans deux histoires (Kyehe et le Windigo et Les murmures des bois), publiées dans le recueil Chroniques Amérindiennes (2019).
- Dans Gourmandise (2022), quinzième épisode de la série Les Mythics, le wendigo incarne la Gourmandise (un des sept péchés capitaux).

### Musique
- Le groupe de hip-hop québécois Loco Locass a composé une chanson nommée « Wendigo » dans leur album Le Québec est mort, vive le Québec !
- Le groupe de métal alternatif néerlandais Blackbriar sort en 2023 dans son album « A Dark Euphony » le titre « Bloody footprints in the snow » directement inspiré par le mythe du Wendigo.

### Jeux vidéo
- Dans Kona, le héros fait face à une créature vengeresse qui gèle ses victimes. Le Wendigo a l'apparence d'un homme barbu à l'aspect cadavérique, aux cornes et jambes de chevreuil.

- Dans la saison un de Mystic Craft, un serveur Minecraft, les wendigos sont présents et très dangereux. Ces wendigos sont capables d'invoquer de plus petits wendigso. Le créateur du serveur ironPhil300 avait de mauvaises intentions en implémentant le wendigo : comme l'indique la légende, le wendigo pourrait se matérialiser lorsque l'on joue sur ce serveur.

- Dans World of Warcraft, un Wendigo est une créature visible dans les zones enneigées telles Dun Morogh et sont apparentés à des yetis avec des cornes.
- Dans The Secret World, le Wendigo est une créature quadrupède dotée d'un corps glabre et d'une couleur allant du violet au brun qu'on trouve dans de nombreuses zones du jeu.
- Dans Scooby-Doo ! Panique dans la marmite, les Wendigos sont des petites créatures ayant comme mains des lames de glaces aiguisées comme des rasoirs.
- Dans Bloodborne, les membres de l'Église se transforment en Wendigos après contamination, contrairement aux chasseurs qui se transforment en loups-garous.
- Dans Until Dawn, des jeunes adultes font face à des Wendigos dans les montagnes enneigées où ils passent la nuit. Les Wendigos apparaissent comme de grand squelettes ayant la peau sur les os et le corps recouvert de sang ; ils sont extrêmement agiles et peuvent bondir de mur en mur et s'accrocher au plafond. Dans ce jeu, le Wendigo arrive à voir ses proies uniquement si elles sont en mouvement ; si elles restent immobiles, il les considère comme de banals objets.
- Dans la série de jeux Final Fantasy, le Wendigo est un monstre récurrent de la licence généralement représenté sous les traits d'un Yéti ou d'un colosse sans tête.
- Dans The Witcher 3: Wild Hunt, le Wendigo a été une source d'inspiration pour le design d'une des créatures symboliques du jeu nommé le « Leshen ».
- Dans Monster Hunter: World, le « Leshen » est une créature semblable au Wendigo, venant d’une collaboration avec The Witcher 3: Wild Hunt.
- Dans Fallout 76, le Wendigo est une créature humanoïde difforme aux membres très allongés.
- Dans Dusk, les Wendigos sont des ennemis privilégiant le combat physique et qui sont invisibles pour le joueur, à l'exception des empreintes ensanglantées de leurs pieds : ils deviennent toutefois visibles une fois qu'ils reçoivent des dégâts.
- Dans un mod de Minecraft, on peut apercevoir le wendigo ayant une barre de vie de boss et peut donner son crâne ainsi que sa fourrure une fois vaincu.[réf. nécessaire]

### Jeu de rôle
- Dans la série de jeux de rôle sur table World of Darkness (ainsi que dans la version pour LARP de Mind's Eye Theater), Wendigo est le nom d'une tribu de loups-garous.

### Autres
- Dans l'univers collaboratif de la Fondation SCP, SCP-323 surnommé "Crâne de Wendigo" est un crâne de cerf conscient provoquant des pulsions cannibales aux personnes dans un rayon de 15 mètres autour de lui[18].